# Fabio Kaufmann
Fabio Herbert Kaufmann (Aalen, 8 settembre 1992) è un calciatore tedesco, centrocampista dell'Eintracht Braunschweig.
Nel 1998 partecipò allo Zecchino d'Oro cantando Un cuoricino in più.